# محمد نبيل كاظم
محمد نبيل كاظم هو كاتب سوري، له العديد من الكتب في النجاح الذاتي والأسري، حاصل على ماجستير دراسات إسلامية من جامعة البنجاب عام 1984. من أبرز مؤلفاته «سلسلة التفكير الناجح».

## التعليم والدراسة
- دبلوم NLP برمجة لغوية عصبية ( 2004م ).
- دبلوم إرشاد أسري من مؤسسة الفرحة ( 2006م ).
- مائة وعشرون دورة تدريبية تربوية مختلفة.

## أعماله
- له سلسلة كـتب تربوية مطبوعة في مؤسسة دارالسلام للنشر والتوزيع القاهرة.
- إلقاء دورات في التنمية البشرية ومتعة العقل ( سلسلة التفكير الناجح ).
- خمس وثلاثون سنة تدريس.[1]

## مؤلفاته
- كتاب كيف تدير أسرتك بنجاح ؟
- كتاب كيف تخطط مشروع زواج ناجح؟
- كتاب كيف نؤدب أبناءنا بغير ضرب ؟
- كتاب كيف نتعامل مع مراهقة أبناءنا ؟
- كتاب كيف ندرب أبناءنا علي حرية التعبير ؟
- كتاب كيف تحدد أهدافك علي طريق نجاحك ؟
- كتاب كيف نتحرر من نار الغضب ؟
- كتاب كيف تغير نفسك بنجاح؟
- كتاب كيف تتحرر من إدمان الذنوب والمعاصي؟
- كتاب كيف تحقق السعادة في التقاعد والشيخوخة؟
- كتاب كيف نحبب المدرسة لأبنائنا؟
- كتاب كيف تصيد خواطر ذهبية (يوميات مدرس)؟
- كتاب هدايا للعروسين (دقات القلوب).
- له مشاريع خمسة كتب مخطوطة أخرى.

## وصلات خارجية
- صفحة محمد نبيل كاظم على موقع أبجد
- الموقع الرسمي دار السلام للنشر والتوزيع بالقاهرة
- الموقع الشخصي للشخصية